# 224-я стрелковая дивизия (1-го формирования)
224-я стрелковая дивизия (1-го формирования), Грузинская стрелковая дивизия,  224 сд — стрелковая дивизия, воинское соединение РККА, принимавшее участие в Великой Отечественной войне. Сформирована в Закавказском военном округе, принимала участие в боевых действиях на Керченском полуострове в декабре 1941 - мае 1942 года.

## Формирование
Есть отрывочные сведения о формировании дивизии с таким номером в марте 1941 года в Московском военном округе. Она упоминается в директивах от 29.04.1941 № Орг/2/522726  наркома С. К. Тимошенко и Начальник Генерального штаба Г. К. Жукова. В мае 1941 она расформирована, личный состав направлен на формирование 1-й воздушно-десантной бригады 1-го воздушно-десантного корпуса. В дальнейшем в советской официальной справочной литературе это формирование не упоминается и в состав РККА она не включается.
В Закавказском военном округе преобладали национальные мобресурсы, они составляли основу формировавшихся соединений и маршевых рот. Отдельными директивами в 1941 году были сформированы дополнительно несколько дивизий: 61-я, 89-я, 151-я, 223-я и 224-я. Они развёртывались на частично кадровой основе. Комплектование дивизий личным составом велось на общих основаниях, вследствие чего контингенты основных национальностей (русские, украинцы, армяне, грузины, азербайджанцы) относительно равномерно распределялись по соединениям.
Многие рядовые бойцы никогда не служили в армии, а младшие командиры были призваны из запаса. Большой процент военнослужащий слабо или вообще не владел русским языком. Боевое сколачивание шло медленно и трудно. К дивизиям для помощи были персонально прикреплены заместители председателей СНК, секретари ЦК нацкомпартий, ЦК ЛКСМ республик.
Формировалась в составе 46-й армии Закавказского ВО с июня по сентябрь 1941 года.

## Участие в боевых действиях

### Керченско-Феодосийская десантная операция

#### Силы высадки
6 декабря 1941 в составе 20 эшелонов сосредотачивается в районе Славянская и Анастасиевская. По плану высадку первой волны десанта главных сил 51-й армии (первоначально 3600 человек, в окончательном варианте 7516 человек) осуществляла Азовская военная флотилия под командованием контр-адмирал С. Г. Горшкова. Высадка должна была осуществляться пятью отрядами в пяти местах северного побережья Керченского полуострова от Ак-Моная до Еникале с задачей наступать на Керчь с севера и не допустить подхода свежих сил противника с запада. К операции от Керченской ВМБ привлекалось 37 сейнеров, две баржи, болиндер и три буксира. Также на период операции КВМБ были приданы 29 торпедных катеров и 6 сторожевых катеров МО-IV. Высадку предписывалось начать за два часа до наступления рассвета, с целью захвата прибрежного плацдарма первым броском. Посадка назначенных для десанта частей и подразделений 51-й армии началась с 20.00 24 декабря и была в основном закончена к рассвету 25 декабря. Посадка войск проходила организованно. Транспорты с пристани Темрюк вышли в море в 14.00-17.00 25 декабря, с пристани Кучугуры — в 19.00, с пристаней Тамань и Комсомольская — в 2.00-3.00 26 декабря 1941 года.

#### Высадка
Как позднее вспоминал командующий АзВФ С. Г. Горшков: «Из-за большой разницы в скорости, различной мореходности походный порядок разнотипных кораблей и судов был нарушен, многие из них отстали и вынуждены были следовать одиночно. Шедшие на буксире у десантных судов сейнеры, байды и шлюпки захлестывало водой, а порой отрывало и уносило в море». Ввиду шторма, встречного ветра и наката волн десанты опоздали с подходом к местам высадки от двух до шести часов и производили высадку уже при свете дня.
1-й отряд, задержанный штормом, до Казантипского залива не дошел и десант оказался высажен несколько западнее 2-го отряда. Вместо Ак-Моная десант был высажен в районе высоты 43,1 (3 км западнее Нов. Свет) неполный батальон 83-й мбр под командованием лейтенанта Капран (193 человека), занявший оборону в 2 км от берега. Сейнеры не могли подойти близко к берегу из-за своей осадки, шлюпки были выброшены на берег и разбиты, бойцы десанта выходили на берег по грудь в ледяной воде. Выгрузить артиллерию и танки не представлялось возможным. Ближе к середине дня ситуация ухудшилась вследствие появления авиации противника. Самоходная шаланда «Фанагория» была потоплена, погибло около 100 человек. Уже в темноте баржу «Хопер» удалось поставить поближе к берегу, были сделаны сходни и по ним выгрузили три танка и артиллерию.
На участке высадки 2-го отряда произошла коллизия. Когда уже было высажено около 1000 человек, командир 224-й сд полковник А. П. Дегтярев потребовал произвести посадку десанта. Мотивировал он это невозможностью выполнения задачи высаженными за день силами (по плану предполагалось высадить 2900 человек). Обратную посадку производить не стали. В итоге в районе выс. 43, 1 к западу от мыса Зюк было высажено 878 человек, 3 танка, 2 37-мм орудия (зенитных), 9 120-мм минометов, 2 76-мм пушки. Согласно оперсводке 51-й армии, высадились стрелковая рота 185-го сп, батальон 143-го сп и 200 человек морской пехоты.
3-м отрядом у Тархана под огнем с берега и ударами с воздуха было по армейскому отчету высажено всего около взвода. Замешкавшийся с высадкой земснаряд «Ворошилов» 3-го отряда попал под удар с воздуха и был потоплен, погибло 450 человек. 200 человек удалось спасти КТЩ «Ураган», буксиром «Дофиновка» и КЛ № 4 и «Днестр». Переполненный поднятыми с «Ворошилова» людьми катерный тральщик ввиду явного срыва высадки вернулся в Темрюк.
4-й отряд успешнее всего действовал в первый день высадки у мыса Хрони, высаживавшийся с помощью баржи «Таганрог» (болиндера), использовавшейся потом как причал. Было высажено у высоты 71,3 западнее мыса Хрони по батальону от 143-го сп, 160-го сп и 83-й мбр, всего 1556 человека и три танка. Десант возглавил командир 83-й мбр полковник И. П. Леонтьев, сразу начавший наступление в направлении Аджимушкай. Десанту удается дойти до реки Булганак, где он вступил в бой с солдатами немецких тыловых частей. Артиллерия идет «не в направлении плацдарма, а в направлении высоты 164,5 в глубокий фланг противника». В армейском отчете по итогам операции указывается, что подразделения 143-го сп «начали бежать, бросая оружие и сдаваться в плен». Однако беспорядочное отступление удалось остановить, и отряд на ночь закрепился на северных скатах высоте 154,4. В первый день операции было высажено около 2500 человек на широком фронте, с весьма приблизительным соблюдением районов высадки, часть кораблей вернулась с десантом в Темрюк.
Несмотря на отсутствие подкреплений, отряд полковника Леонтьева попытался утром 27 декабря из района высоты 154,4 возобновить наступление на Аджимушкай. По немецким данным (отчет 72-го пп), ему удалось грамотными действиями достичь первоначального успеха: «Незадолго до рассвета противник проходит между позициями 2-й и 3-й рот и силами примерно двух рот атакует позиции зениток на северной окраине Аджим-Ушкая». Однако эта атака была в итоге отбита немцами.
Высадка возобновилась 28 декабря. В районе мыса Хрони высадка производится ранним утром силами 3-го отряда, удается высадить около 400 человек (по армейскому отчету, 300 человек 143 сп). В целом возникшая 27 декабря пауза негативно сказалась на положении отрядов на северном побережье Керченского полуострова. Они не получили дополнительных сил, а противник получил время на сбор ударных группировок и обеспечение их поддержкой артиллерии. Атака двух батальонов 97-го пп на находящийся у выс. 43,1 отряд начинается утром 28 декабря, к полудню десант оттесняется на узкое пространство у обрывистого берега где десантники приняли последний бой. В отчете немецкого 97-го пп указывалось: «Здесь он особенно упорно обороняется в расщелинах и между утесами. Порой вражеские солдаты стоят в воде, их приходится убивать поодиночке, поскольку они по большей части не сдаются». Отряд Леонтьева 28 декабря был сбит с позиций, понес большие потери, начал отходить к мысу Тархан. В результате контрнаступления немцам удалось занять место высадки.
С утра 29 декабря противник продолжал попытки уничтожить плацдармы частей 224 сд и 89 мбр севернее Керчи. Высадка 29 декабря частей 160 сп и 83 сбр в районе крепости Еникале не удалась из-за шторма. Часть десанта высадили на мысе Тархан, часть возвратилась в Темрюк. Так же продолжались атаки противника на наши плацдармы южнее Керчи в районе Камыш-Буруна, однако рано утром 29 декабря 1941 года смелым десантом прямо в порт 44-я армия на боевых кораблях Черноморского флота овладела  Феодосией. Командир немецкого 42-го армейского корпуса генерал Г. фон Шпонек отдал приказ 46-й пехотной дивизии оборонявшей район Керчи оставить Керченский полуостров и отступить в район Феодосии. При отходе по обледенелым дорогам 46 пд потеряла значительное количество артиллерии, особенно тяжелой. Утром 30 декабря наши войска овладели Керчью. Утром 31 декабря из Тамани был перевезен штаб 224-й дивизии и батальон 185 сп.
После занятия Керчи собрав высадившиеся отряды в районе Тархана и мыса Хрони части 224 сд двинулись в направлении Ак-Моная, где сосредоточилась к 5 января 1941 года. Части 51-й армии занимали оборону на Ак-Монайских позициях во втором эшелоне за выдвинутыми вперед частями 44-й армии.
Сменив 302-ю гсд с 13 января 224-я дивизия выдвинулась в первые эшелон в район деревни Киет. С 13 января 1941 она перешла в наступление, которое было остановлено противником. Помимо 46 пд на этот участок от Севастополя подошли части 132 пд. Вместе с 390 сд 224-я дивизия до 15 января вела наступление в районе деревень Киет, Тулумчак.
16 января противник перешел в наступление на стыке 236 сд и 390 сд прорвав оборону 236 сд развивая наступление на Феодосию, которая была утеряна 18 января. Ввиду обходя левого фланга к утру 18 января 224-я дивизия отошла на Ак-Монайские позиции.  В начале 1942 года на основании приказа НКО от 3 февраля 1942 к формированию национальных соединений приступили Закавказский военный округ и Крымский фронт. После потерь в десантах и январском контрнаступлении врага 224 сд была переформирована в национальную грузинскую дивизию. Её укомплектование велось посредством перемещения личного состава соответствующих национальностей из одной дивизии в другую, а также за счет пополнений из запасных частей и призыва военнообязанных запаса.
В наступлениях Крымского фронта начинавшихся 27 февраля, 12 марта и 9 апреля 1942 года дивизия участия не принимала. Одним 185 сп она обороняла Арбатскую стрелку, два других обороняли Ак-Монайские позиции.

### Крымская оборонительная операция (немецкая операция «Охота на дроф»)
8 мая 1942 года 11-я армия Э. фон Манштейна начала операцию «Охота на дроф» по разгрому Крымского фронта. Оборона 44-й армии прилегающая к Чёрному морю была прорвана. В ночь на 10 мая части 47-й армии получили приказ отойти на рубеж Ак-Монайских позиций. Однако уже в ночь на 11 мая было приказано отходить к Турекому валу. Немецкая 22 тд вышла к Огуз-Тобе, перерезав коммуникации отходивших войск. Дальнейший отход проходил под ударами немецкой авиации. Закрепиться на рубеже Турецкого вала частям Крымского фронта не удалось. 13 мая наши войска продолжили отход к Керченскому обводу. 14-15 мая шли бои за Керчь, после чего остатки частей Крымского фронта отходили к Еникале откуда шла эвакуация на косу Чушка.
15 мая при выходе из окружения в районе Ак-Монайских позиций командир дивизии, полковник В. С. Дзабахидзе был тяжело ранен.
Согласно директиве Ставки ВГК № 170426 командующему войсками Северо-Кавказского фронта о формировании и доукомплектовании соединений фронта от 1.06.1942, 18.00:
"4. Обратить на укомплектование формируемых шести дивизий [77, 138, 156, 157, 236, 302] остатки 63, 400, 404, 271, 276, 390, 396, 398, 320, 224-й стрелковых дивизий и 12-й, 143-й стрелковых бригад."
Из остатков войск Крымского фронта на Тамани началось формирование новых дивизий. Остатки 224-й дивизии были расформированы в июне 1942 года. Частично они пополнили 77-ю горнострелкорую дивизию. Летом 1942 года на Ленинградском фронта началось формирование дивизии с использованием таких же номеров частей дивизии.
Период действия дивизии первого формирования в составе действующей армии с 24.11.1941 по 14.06.1942.

## Подчинение[2]
| Дата                    | Фронт (округ)                      | Армия       | Корпус (группа) | Примечания |
| ----------------------- | ---------------------------------- | ----------- | --------------- | ---------- |
| 24.11.1941 — 23.04.1942 | Закавказский фронт, Крымский фронт | 51-я армия  | -               | -          |
| 23.04.1942 — 19.05.1942 | Крымский фронт                     | 47-я армия, | -               | -          |
| 27.05.1942 — 17.07.1942 | Северо-Кавказский фронт            | 51-я армия  |                 |            |

## Состав[2]
- 143-й стрелковый полк
- 160-й стрелковый полк
- 185-й стрелковый полк,
- 111-й артиллерийский полк (17.03.1942 - 14.06.1942)
- 80-й отдельный зенитно-артиллерийский дивизион
- 172-й отдельный батальон связи
- 46-я автотранспортная рота
- 47-й сапёрный батальон
- 205-я отдельная рота химической защиты
- 994-я полевая почтовая станция
- 76-й отдельный истребительно-противотанковый дивизион
- 44-й медико-санитарный батальон
- 96-я разведывательная рота
- 52-я полевая хлебопекарня
- 898-я полевая касса Госбанка

## Командование
Командиры:
- подполковник Лилявин Иван Михайлович (01.06.1941 - 09.07.1941),
- полковник Дегтярев Александр Павлович (10.07.1941 — 31.01.1942),
- полковник Меньшиков Михаил Иванович (30.01.42 — 9.02.42),
- полковник Дзабахидзе Валериан Сергеевич (01.03.1942 — 30.06.1942).

Военкомы:
Начальники штаба: